# L'alcova d'acciaio
L'alcova d'acciaio è un romanzo futurista composto da Filippo Tommaso Marinetti tra il 1919 e il 1920 e pubblicato nel 1921 dall'editore Vitigliano. 
Il romanzo è la cronaca trionfale dell'ultimo anno della prima guerra mondiale, dall'indomani della controffensiva del Piave fino alla Battaglia di Vittorio Veneto, vista dagli occhi dell'autore, poeta futurista, artigliere e poi pilota di autoblindo. Malgrado gli occasionali inserti di parole in libertà, il testo è scritto con una sintassi e un lessico sostanzialmente tradizionali.

## Trama

### I. L'offensiva dell'amore
Primo giugno 1918; durante una pausa dei combattimenti, in una trincea, un gruppo di ufficiali artiglieri decide di reagire contro "l'offensiva dei Ricordi Amorosi" recandosi al bordello. Qui l'autore conosce una prostituta milanese che prima della guerra era abbonata a "Lacerba" ("Se avessi saputo che tu eri il celebre futurista ti avrei dato dei baci più raffinati").

### II. La dama al balcone e le serenate massacrate
Il 14 giugno Marinetti partecipa come artigliere a un massiccio bombardamento delle postazioni austriache: è l'occasione per sciogliere un altro inno alla mitragliatrice, descritta come una dama capricciosa.

### III. La battaglia chimica e gli aloni azzurri
La battaglia infuria: l'artiglieria italiana riesce a bloccare un'offensiva austriaca. Qualche giorno dopo Marinetti viene assegnato a una squadriglia di "Auto-mitraglieri".

### IV. La donna premio
A Verona Marinetti assiste ai festeggiamenti dei soldati in licenza e riesce a far liberare un ardito in stato di ubriachezza ("Bisogna concedere una sbornia agli eroi"). Su un treno per Modena, Marinetti coi suoi racconti di guerra seduce una signora, "Rosina Millari da Oderzo", "ricca profuga", in viaggio per raggiungere i parenti. 

### V. Il pazzo
"Costretto" a passare due giorni al deposito militare di Scandiano, Marinetti ha un incontro inquietante: un pazzo che si aggira nudo nella piazza, mangiando sterco e tirando sassi ai passanti. "Sputa ripetutamente il pazzo contro il palazzo ducale, sputa dal fondo della sua violenza barbarica sulla mezza civiltà cauta dei restauratori di palazzi antichi e di viltà moderne. È un uomo preistorico che dà meglio di me una lezione di futurismo agli imboscati di Scandiano" (pag. 43).

### VI. Un'esposizione futurista navale
Ora Marinetti è al porto di Genova, dove ha l'occasione di ammirare le navi da guerra truccate con linee mimetiche che le fanno sembrare composizioni futuriste. ("Ecco la prima grande esposizione futurista! Una sala alta 50 km dal pavimento di cobalto", p. 46). Marinetti vede anche "il cannonissimo 381 che dovrà tirare da Venezia a Pola (130 km) simbolo perfetto del genio italiano a lunghissima portata".

### VII. La74
Marinetti ha una nuova amante: l'autoblindo 74, con la quale sfida i suoi compagni in una gara di velocità da Genova a Rapallo.
Il modello dell'autoblindo non viene mai citato in tutto il libro, ma si tratta dell'autoblindomitragliatrice Ansaldo-Lancia 1ZM versione modificata a torretta singola, l'unico di progetto e costruzione interamente italiani schierato durante la prima guerra mondiale.

### VIII. Gli equipaggi della luna sbarcano a Rapallo
Al Casino delle Delizie di Rapallo un gruppo di mutilati di guerra viene assistito dagli "equipaggi della luna", un gruppo di donne patriottiche che sembra mettere in pratica l'appello lanciato da Marinetti in Come si seducono le donne ("Donne! Preferite i gloriosi mutilati"). Dopo aver parlato a lungo con un'amica, Marinetti reagisce alle mollezze del chiaro di luna lanciandosi coi compagni in una nuova gara di autoblindo verso il sole del mattino. 

### IX. Il deposito fa schifo!
24 luglio: in un discorso ufficiale, Marinetti si scaglia contro le donne italiane ("hanno il difetto di piagnucolare troppo") e gli imboscati, e si dichiara felice di lasciare finalmente il Deposito, che "ci fa schifo, schifo, schifo!" 

### X. Vita da cow-boys
Ma non è ancora tempo di combattimenti: la squadriglia è distaccata nelle retrovie in attesa di ordini. ("Vita da cow-boy. La nostra fattoria di Barchessa immobile, sola come una nave sul mare infinito delle pianure [...] Lucertoliamo al sole" (p. 80). Marinetti visita un ufficiale sifilitico ucciso dalla cura a base di mercurio (il "606") e prende parte a un'esercitazione in grande stile.

### XI. La marchesa Casati e i balli futuristi
Marinetti parte per Roma in licenza: durante il viaggio in treno i discorsi di commercianti e viaggiatori quasi ignari della guerra si trasformano in una fantasmagoria onirica. A Roma partecipa a un ricevimento della marchesa Casati, regina dell'eleganza eccentrica e simpatizzante futurista.

### XII. Una festa napoleonica
Introdotto dalla marchesa nel salotto romano di Donna Maria Mazzoleni, Marinetti incontra Mario Missiroli, ironizzando sulle simpatie di quest'ultimo per la Germania e per Benedetto Croce. L'indomani partecipa a una festa in onore dei mutilati in un palazzo napoleonico ("Siamo in casa del Passato. Passato vinto, indulgentissimo, disilluso e nostalgico").

### XIII. I veleni del golfo
"Stanco di artifici e di snobismi esasperati", Marinetti giunge a Napoli, dove lo attende Bianca, una donna di cui si dichiara follemente innamorato. Bianca gli si concede, ma lo informa di essere in procinto di sposare Leone Paris, il suo primo amante. 

### XIV. Una festa petroliniana
In una Firenze affamata (la polizia mette sotto sequestro i ristoranti che contrabbandano carne di gatto), Marinetti assiste a una rappresentazione patriottica nei giardini di Boboli. Giunto a Milano partecipa a un'assemblea interventista.

### XV. Cavalleria medioevale e blindate futuriste
Tornato in trincea, Marinetti discute coi colleghi sul futuro della guerra, denunciando l'anacronismo della cavalleria e immaginando gli ordigni del futuro.

### XVI. Le ville nostalgiche
In una villa veneta Marinetti incontra un'altra amante, Maria Baldini, oppressa da un marito professore, "germanofilo", "pesante, minuzioso, meschino".

### XVII. Duello fra Caviglia e la pioggia
In autunno riprendono finalmente i combattimenti. Marinetti viene messo al corrente del piano del generale Enrico Caviglia, che prevede l'attraversamento del Piave (che però è in piena) e l'accerchiamento degli austriaci sul Monte Grappa. Comincia la lunga avanzata delle autoblindo. Il Tenente Marinetti è inquadrato nell'8 Sqdr. composta in totale da 80 elementi: un capitano, 7 ufficiali e 72 fra sottufficiali e truppa. I mezzi a disposizione erano: sei autoblindo Ansaldo-Lancia 1ZM divise in tre sezioni da due più un autoblindo di riserva, una vetturetta per il comandante, cinque autocarri con i rifornimenti, una motocicletta, quattro biciclette e alcuni piccioni viaggiatori per i collegamenti.

### XVIII. La vittoria
Partito in esplorazione notturna, Marinetti finisce in un fossato con la sua 74, ferendosi alla testa, ma riesce a recuperare l'autoblindo. Attraversando Vittorio Veneto tra la folla festante, si sente diviso tra due forze: la "Vendetta" che traspare dagli atteggiamenti degli abitanti che vorrebbero linciare i prigionieri bosniaci e le crocerossine austriache, e "l'Allegria". 

### XIX. La villa devastata
Marinetti è ospite a colazione con altri ufficiali di una famiglia nobile di origine austriaca. Quando la padrona di casa si arrischia a suonare Beethoven, gli ufficiali rispondono intonando Rossini e Marinetti si mette a sfasciare i quadri del ciclo di Sigfrid che trova sulla parete. Accompagna poi il capitano Franci a visitare la sua villa, devastata dagli austriaci durante la ritirata, e si corica in un fienile insieme a diciotto donne, partecipando ai loro scherzi.

### XX. Le forze della gioia, della pietà e della vendetta
L'indomani le autoblindo liberano rapidamente i paesi di Polcenigo, Castello d'Aviano e Villetta, raccogliendo le testimonianze degli abitanti che hanno subito le violenze degli austriaci in ritirata. Marinetti riesce a evitare il linciaggio di due donne austriache e guada il Cellina, superando il Conte di Torino che si era arenato con un autocarro.

### XXI. Lavami! Lavami, o amore!
Le autoblindo entrano a Maniago, accolte dal sindaco. A pranzo la figlia del sindaco riporta altre testimonianze dell'oppressione austriaca. Mentre i soldati fanno festa con gli abitanti, Marinetti viene abbordato da Graziella, "una bella ragazza gracile" che è ancora sotto choc per le molestie di un soldato austriaco. Graziella si offre a Marinetti come "dono della vittoria", chiedendo di essere "lavata" dall'onta ("Ho deciso così in quella notte infame. Giurai alla Madonna che mi sarei data al primo Italiano vincitore che mi fosse piaciuto").

### XXII. Fiumi, campane, donne e mitragliatrici innamorate
L'offensiva continua: le autoblindo guadano il Meduna. Gli abitanti salutano i soldati suonando le campane che hanno dissotterrato al ritiro degli austriaci.

### XXIII. Massaggio del corpo divino dell'Italia
In una fantasia onirica, l'interno dell'autoblindo 74 diventa l'"alcova d'acciaio" in cui Marinetti riceve la sua sposa mistica: l'Italia. "Languidamente ha concesso il suo corpo al massaggio sapiente della nostra offensiva. Abbiamo subito ottenuto la rimozione delle piccole rughe che deturpavano i suoi fianchi. Le nostre ruote ora premono come pollici veloci sulla sua pelle ancora un po' insensibilizzata da un anno di nefasta cocaina. Il massaggio fu in un primo tempo feroce. A cannonate, sì, a cannonate praticammo nella palpebra destra istriana il taglio d'una piega sovrabbondante di tessuto, poi ricucimmo i margini della ferita con punti fitti e sottilissimi di spie. L'Italia porterà gli occhiali affumicati per qualche anno, poi la cicatrice rossastra sopra e sotto sparirà. Per affrettare, un colpo di pastello e di legislazione geniale. Con un bombardamento sul labbro superiore, Caviglia, massaggiatore esperto, incise e asportò triangoli di tessuto carnoso nel punto di congiunzione tra il labbro e il naso: Vittorio Veneto. Questo massaggio non soltanto restaurò, ma abbellì. Fu così aumentata la potenza espressiva della bocca Piave [...] Non sono forse io il padrone assoluto di questo universo diventato per me un prodigioso Istituto di Bellezza"?

### XXIV. Un parto in blindata
Durante un conflitto a fuoco sul Tagliamento, Zazà, la cagnetta di Marinetti, partorisce all'interno della blindata. Un maggiore austriaco annuncia l'armistizio, ma gli italiani hanno l'ordine di avanzare.

### XXV. Un esercito in trappola
Marinetti riesce a passare il Tagliamento su un ponte che gli austriaci non hanno fatto saltare, e arriva per primo a Tolmezzo. Mentre l'offensiva continua, giunge notizia che gli italiani sono arrivati a Trieste e a Trento. 

### XXVI. Pagiolin, colombo viaggiatore
La squadriglia di Marinetti fa prigioniero un intero corpo d'armata austriaco. La notizia viene recapitata allo Stato maggiore da un colombo viaggiatore, Pagiolin. Il capitolo prosegue descrivendo il volo dal punto di vista di Pagiolin, che sorvola il Piave.

### XXVII. Un'isola profumata nel fiume puzzolente
La sera del 4 novembre, Marinetti si addormenta al volante sognando il vulcano Stromboli. In dormiveglia assiste a un'allegoria geografica, nella quale prende vita la Vienna passatista e il Simun africano, vento "innamorato dell'Italia".

### XXVIII. La più bella notte d'amore
Si consuma finalmente il matrimonio mistico tra Marinetti e l'Italia, nell'Alcova d'acciaio.

### XXIX. A mensa col vinto fra i rottami dell'Impero austro-ungarico
Ospite di un conte austriaco, Marinetti prosegue a magnificare la vittoria italiana e respinge le avances di un'ospite, Rosa Barn. "È bellissima, ve lo ripeto, ma io ho goduto la notte passata nelle braccia di una donna divina, unica, che si chiama l'Italia". Il romanzo termina riportando il celebre comunicato della vittoria del generale Diaz.

## Edizioni
- Filippo Tommaso Marinetti, L'alcova d'acciaio, collana Biblioteca del Minotauro, Serra e Riva editori, 1985,  p. 270.